# Zbroja

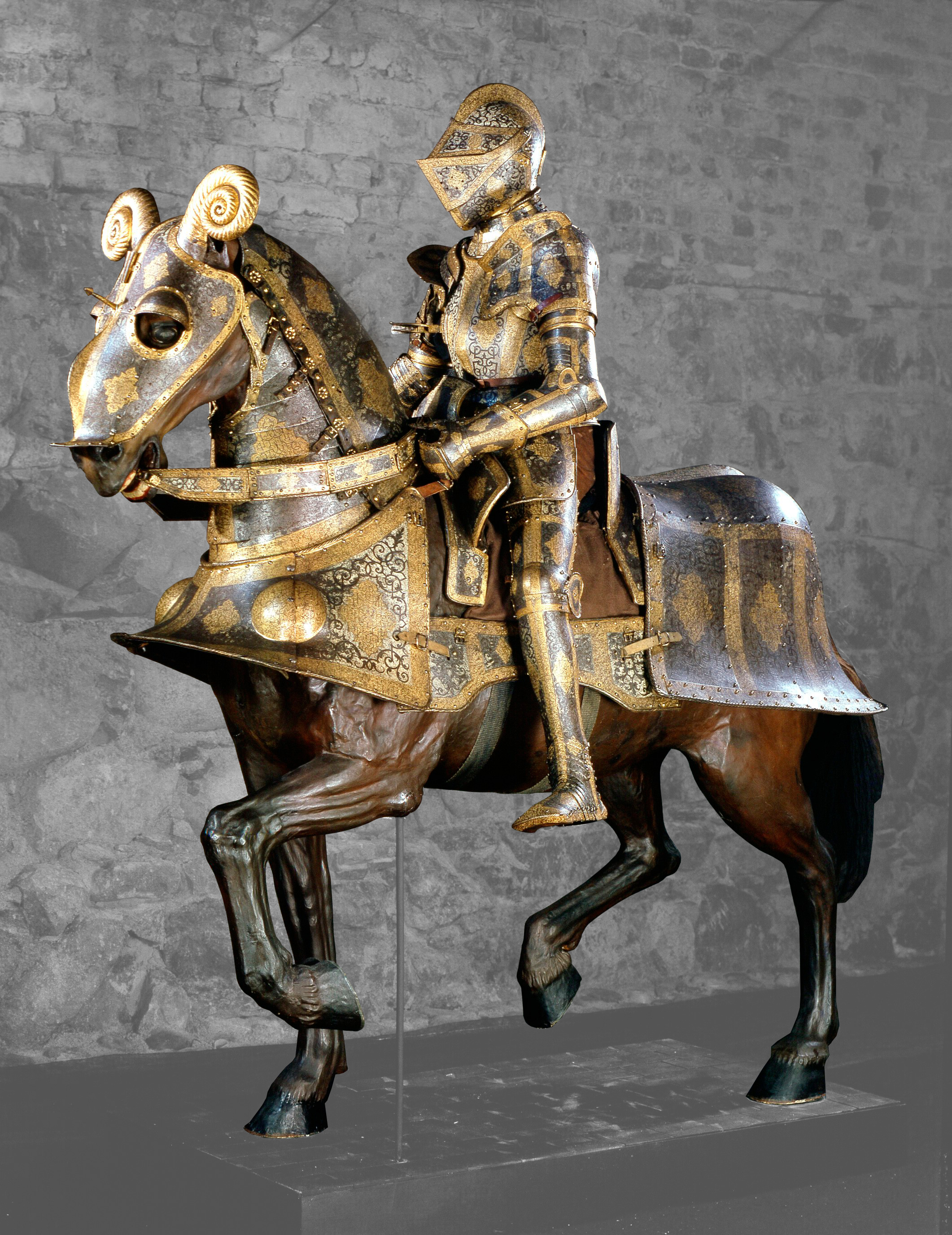
Pełna zbroja płytowa oraz zbroja końska, XVI w.

Zbroja (także: pancerz) – rodzaj uzbrojenia ochronnego w postaci systemu wytrzymałych osłon (np. metalowych, skórzanych, kościanych), zakładanych na ciało użytkownika. Główną funkcją zbroi jest ochrona przed ciosami zadawanymi bronią białą (np. mieczem, włócznią) lub przed pociskami broni neurobalistycznej (np. łuku, kuszy).

## Historia
Zbroje przybierały zróżnicowane formy w zależności od epoki, kręgu kulturowego, przeznaczenia i dostępnych technologii. Powszechnie stosowane już w starożytności, szczytową formę rozwoju uzyskując na przełomie późnego średniowiecza i renesansu. Następnie zaczęły gwałtownie tracić na znaczeniu, ze względu na rozwój broni palnej, przed którą nie zapewniały odpowiedniej ochrony, co doprowadziło niemal do zaniku ich stosowania. Mimo to w okrojonej formie (zazwyczaj w postaci samego kirysu i hełmu), pozostały na wyposażeniu ciężkiej jazdy (np. kirasjerów) od XVIII aż do początku XX wieku. W okresie I wojny światowej na wyposażeniu żołnierzy pojawiły się tzw. pancerze okopowe chroniące przed odłamkami, używane jednak w ograniczonym zakresie. Pod koniec XX wieku w pewien sposób powrócono do idei wykorzystywania „zbroi” w formie ceramicznych lub tytanowych płyt, stanowiących uzupełniający wkład kamizelek kuloodpornych.

## Podział
Zasadniczo terminy „zbroja” i „pancerz” uznawane są za synonimy. Jednak niektórzy bronioznawcy (np. Andrzej Nowakowski w Uzbrojenie średniowieczne w Polsce) rozróżniają je od siebie, uznając „pancerz” za termin odnoszący się do osłon giętkich/elastycznych (jak np. kolczuga), natomiast „zbroja” do osłon sztywnych (np. zbroja płytowa). W takim ujęciu podział zbroi/pancerzy wygląda następująco:

### Pancerze

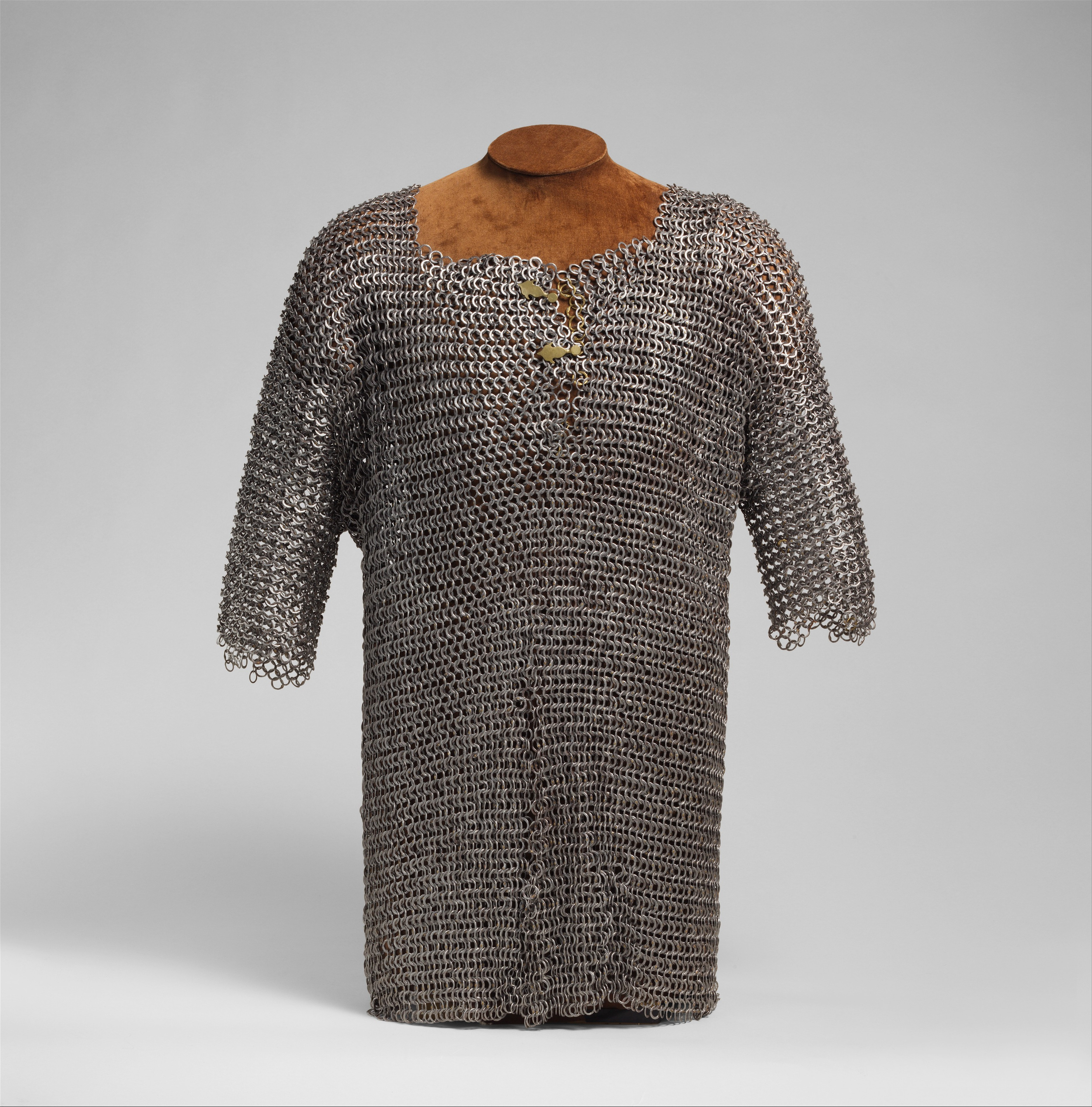
Kolczuga

- przeszywanica
- zbroja skórzana
- kolczuga
- bechter
- zbroja łuskowa
  - karacena
- zbroja lamelkowa
- brygantyna

### Zbroje właściwe

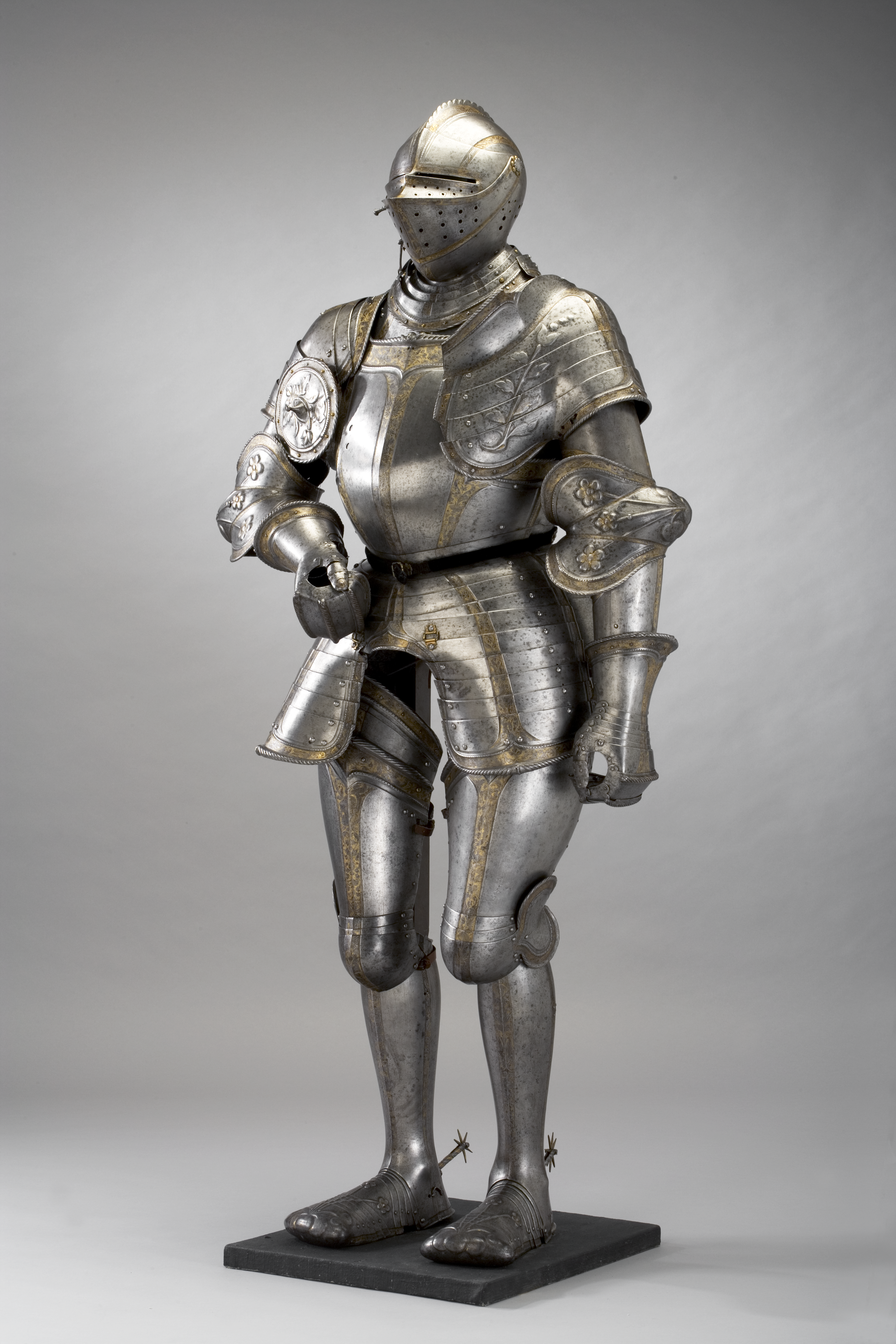
Zbroja płytowa

- zbroja płytowa
  - chalkochidon
  - lorica segmentata
  - zbroja kryta
  - zbroja biała
  - zbroja maksymiliańska
  - zbroja turniejowa
  - zbroja husarska
  - zbroja trzy czwarte
  - półzbroja
    - anima

## Zbroje zwierzęce
Oprócz zbroi przeznaczonych dla ludzi, stosowano również specjalne zbroje zwierzęce dla zwierząt wykorzystywanych militarnie np. słoni bojowych, wielbłądów, koni (zob. zbroja końska).